# Blastophysa
Blastophysa é um género monotípico de algas, pertencente à família Chaetosiphonaceae.